# دیوید تراتون
دیوید تراتون (انگلیسی: David Troughton؛ زادهٔ ۹ ژوئن ۱۹۵۰) بازیگر اهل بریتانیا است.
از فیلم‌ها یا مجموعه‌های تلویزیونی که وی در آن‌ها نقش داشته‌است، می‌توان به پوآرو، شهر هالبی، آدمکشان میدسامر، دکتر هو، زنجیر، فرانسه نو، شارپ و تعدیل اشاره نمود.